# ジャネル・パリッシュ
ジャネル・パリッシュ（Janel Parrish、1988年10月30日 - ）は、アメリカ合衆国の女優。

## 出演作品

### テレビ番組
- プリティ・リトル・ライアーズ（モナ・ヴァンダーウォール）
- 私はラブ・リーガル6 フィナーレ
- Hawaii Five-0 シーズン3
- HEROES シーズン2
- 私立探偵マグナム シーズン２

### 映画
- セレステ∞ジェシー
- 好きだった君へのラブレター To All the Boys I've Loved Before (2018)
- 好きだった君へ: P.S.まだ大好きです To All the Boys: P.S. I Still Love You (2020)
- 好きだった君へ: これからもずっと大好き To All the Boys: Always and Forever (2021)